# Bert Stern
Bertram Stern (Brooklyn, 3 de octubre de 1929-Manhattan, 26 de junio de 2013) fue un fotógrafo estadounidense que se destacó en sus trabajos sobre moda y retratos de personas célebres. 

## Biografía
Nació el 3 de octubre de 1929 en Brooklyn. Con dieciocho años empezó a trabajar en un banco de Wall Street, pero pronto lo abandonó para trabajar como ayudante de arte del director Herschel Bramson. En 1951 entró como director artístico en la revista Mayfair y pronto inició su colaboración con revistas como Vogue, Squire, Look, Life, Glamour y Holiday. Entre sus trabajos de esa época se encuentra un retrato de Louis Armstrong de 1959  realizado para una campaña publicitaria de Polaroid que incluso se llegó a considerar de excesiva calidad para la misma. A principios de los setenta cerró su estudio y se trasladó a vivir a España hasta 1976. Tras su regreso a Nueva York se dedicó a realizar fotografía publicitaria y colaboraciones en revistas.
Su trabajo más conocido es The last sitting (La última sesión) que es una colección de 2.571 fotografías tomadas a Marilyn Monroe en 1962 en el hotel Bel-Air de Los Ángeles. Este reportaje lo realizó seis meses antes de su muerte y parte del mismo se publicó en Vogue. La primera edición del libro The Last Sitting se hizo en 1982 y en el mismo Stern cuenta el encuentro con detalle. En 2008 con casi ochenta años de edad Stern replicó el reportaje fotográfico teniendo como modelo a Lindsay Lohan.
Entre las mujeres famosas que ha fotografiado se encuentran Audrey Hepburn, Elizabeth Taylor, Madonna, Kylie Minogue, Drew Barrymore, Shirley MacLaine, Claudia Cardinale,  Jacqueline Bisset, Brigitte Bardot y Catherine Deneuve.
También realizó trabajos para la industria del cine: Lolita en 1962, Cita con un ángel muy especial en 1987 o en American masters en 2006; como director y productor en Jazz on a Summer's Day (junto con Aram Avakian) en 1958 o como protagonista en Becoming Bert Stern en 2009.
Murió en su residencia de Manhattan, el 26 de junio de 2013, a la edad de 83 años sin que las causas de su muerte hayan sido aclaradas.